# Мдзевко
Мдзевко (пол. Mdzewko) — село в Польщі, у гміні Стшеґово Млавського повіту Мазовецького воєводства.
Населення — 166 осіб (2011).
У 1975-1998 роках село належало до Цехановського воєводства.

## Демографія
Демографічна структура станом на 31 березня 2011 року:
|          | Загалом | Допрацездатний вік | Працездатний вік | Постпрацездатний вік |
| -------- | ------- | ------------------ | ---------------- | -------------------- |
| Чоловіки | 84      | 26                 | 42               | 16                   |
| Жінки    | 82      | 14                 | 45               | 23                   |
| Разом    | 166     | 40                 | 87               | 39                   |